# Погребняк Святослав Григорович
Погребняк Святослав Григорович (16 липня 1961, Київ — 26 жовтня 2016, там само) — український зоолог, музеолог, старший науковий співробітник Національного науково-природничого музею НАН України (ННПМ).

## Біографічні відомості[1]
Святослав народився 16 липня 1961 р. в місті Києві у родині робітників.
1978 р. закінчив навчання в Київській середній школі 144.
Протягом 1979—1987 рр. навчався на біологічному факультеті Київського державного університету (з «перервою» на службу в Радянській Армії, на території Молдови). Спеціалізувався по кафедрі зоології безхребетних (зав. каф. Галина Щербак), отримав спеціальність біолог-зоолог, викладач біології і хімії. У 1999 пішов здобувати другу освіту: навчався на факультеті інформатики та обчислювальної техніки Національного технічного університету «КПІ».
З березня 1982 р. до вересня 2003 р. працював у відділі акарології Інституту зоології АН України (ІЗАН). З 2004 р. — старшим науковим співробітником ННПМ.
В останній рік свого життя, тяжко хворий, Святослав встиг закінчити роботу над другим каталогом молюсків фондової колекції Зоологічного музею ННПМ. Цю працю колеги спромоглися швидко видати і привезти на його день народження влітку 2016 р.
Помер 27 жовтня 2016 р. Похований на Байковому цвинтарі.

## Наукова робота й наукові праці
Святослав надзвичайно захоплювався природою. Ходив з малих літ на екскурсії до природи. Часто бував в експедиціях, де збирав новий матеріал для досліджень. Вирощував сад.
Вільно володів комп'ютерною технікою і вебдизайном, методами біологічної статистики, графічними програмами, електронними базами даних.

### Інститут зоології (1982—2003)
Святослав Погребняк — автор низки праць з систематики й морфології кліщів. Самим дослідником галузь (на його персональній сторінці на сайті ННПМ) його основних наукових інтересів визначена так: «систематика, біологія вільноживучих та паразитичних кліщів, фауністика, біорізноманіття». Такі дослідження проведені ним у відділі акарології ІЗАН у співпраці з Л. О. Колодочкою та ін.
Найголовніші наукові праці цього періоду (за сайтом ННПМ):
- Погребняк, С. Г., Колодочка, Л. А. 1990. Выживаемость голодающих клещей-фитосейид Amblyseius longispinosus. Вестник зоологии. N 3: 45-49.
- Акимов, И. А., Колодочка, Л. А., … Погребняк, С. Г. 1993. Акарокомплексы промышленных садов Украины и особенности их структуры. Вестник зоологии. N 6: 48-56.
- Pogrebnyak, S. G. 1995 (1993). New anystid mite genus and species (Acari, Trombidiformes) from Ukraine. Jour. Ukrainian Entomological Society. 1, N 3-4: 11-18.
- Погребняк, С. Г. 1996. Акарокомплексы необрабатываемого сада и сходных естественных мест обитания. Вестник зоологии. N 4-5: 24-29.
- Pogrebnyak S. 1998. Orchard acarocomplex in Ukraine. Zeszyty Naukowe Nr 214 — Ochrona Srodowiska. 2: 83-90.

### Національний науково-природничий музей (2004—2016)

Обкладинка щорічника «Збірник праць зоологічного музею», підготовкою і версткою якого займався Святослав.

У Національному музеї Святослав був куратором малакологічної колекції та відповідної частини експозиції. Ним створено електронну базу даних щодо колекції молюсків у наукових фондах ННПМ та підготовлено два каталоги, а також путівник по музею:
- Погребняк С. Г., Сєдишева Е. М., Корнюшин О. В. 2008. Двостулкові молюски (Mollusca: Bivalvia) / Зоологічний музей ННПМ НАН України. Київ, 1-177. (Серія: Каталог колекцій Зоологічного музею ННПМ НАН України). (без ISSN, pdf)
- Погребняк С. Г., Е. М. Сєдишева. 2015. Черевоногі молюски (Mollusca, Gastropoda) / НАН України, Нац. наук.-природн. музей. Київ: НАН України, 1-386. (Серія: Колекції Зоол. музею Нац. наук.-природн. музею НАН України). [таке посилання дають сайти бібліотек]
- Погребняк С. Г., Е. М. Сєдишева. 2017. Черевоногі молюски (Mollusca, Gastropoda) / Зоологічний музей ННПМ НАН України. Київ, 1-300. (Серія: Каталог колекцій Зоологічного музею ННПМ НАН України) [перевидання].
- Писанець, Є. М., С. Г. Погребняк, Ю. П. Некрутенко та ін. 2009. Зоологічний музей: Путівник. Київ: Зоомузей ННПМ НАНУ, 1-106.

На громадських засадах Святослав Григорович був системним адміністратором комп'ютерної мережі музею, автором та ведучим вебсайту ННПМ (спочатку як сайту зоологічного відділу «Зоологічний музей») та секретарем видання «Збірник праць зоологічного музею».
Працюючи в музеї з молюсками, Святослав продовжував дослідження кліщів та інших членистоногих.
З останніх його праць цього циклу, як видно з Google Scholar, важливе значення мають такі:
- Didyk, YM, L Blaňárová, S Pogrebnyak et al. 2017. Emergence of tick-borne pathogens (Borrelia burgdorferi sensu lato, Anaplasma phagocytophilum, Ricketsia raoultii and Babesia microti) in the Kyiv urban parks, Ukraine. Ticks and tick-borne diseases. 8 (2): 219—225.
- Bedulina, DS, VV Takhteev, SG Pogrebnyak et al. 2014. On Eulimnogammarus messerschmidtii, sp. n. (Amphipoda: Gammaridea). Zootaxa. 3838 (5): 518—544.
- Bertrand M., O Kukushkin, S. Pogrebnyak. 2013. A new species of mites of the genus Geckobia (Prostigmata, Pterygosomatidae), parasitic on Mediodactylus kotschyi (Reptilia, Gekkota) from Crimea. Vestnik zoologii. 47 (2): 1-13.
- Pogrebnyak, S. G. 2010. New anystid mite species (Trombidiformes, Prostigmata, Anystidae) from Ukraine. Proceedings of the Zoological Museum (Збірник праць Зоологічного музею). 41: 3-8.
- Pogrebnyak, S. 2007. Adamystis fonsi (Prostigmata, Adamystidae) External Morphology Peculiarities — New for Ukraine Family of Prostigmatid Mites. Proceedings of the Zoological Museum (Збірник праць Зоологічного музею). 39.

## Нові таксони, встановлені С. Погребняком
- Lacteoscythis Pogrebnyak, 1995[2]
- Lacteoscythis arenaria Pogrebnyak, 1995 ([2])
- Tarsolarkus praeceps Pogrebnyak, 2010[3]
- Geckobia sharygini Bertrand, Kukushkin et Pogrebnyak, 2013[4]